# Monteverdi Sierra

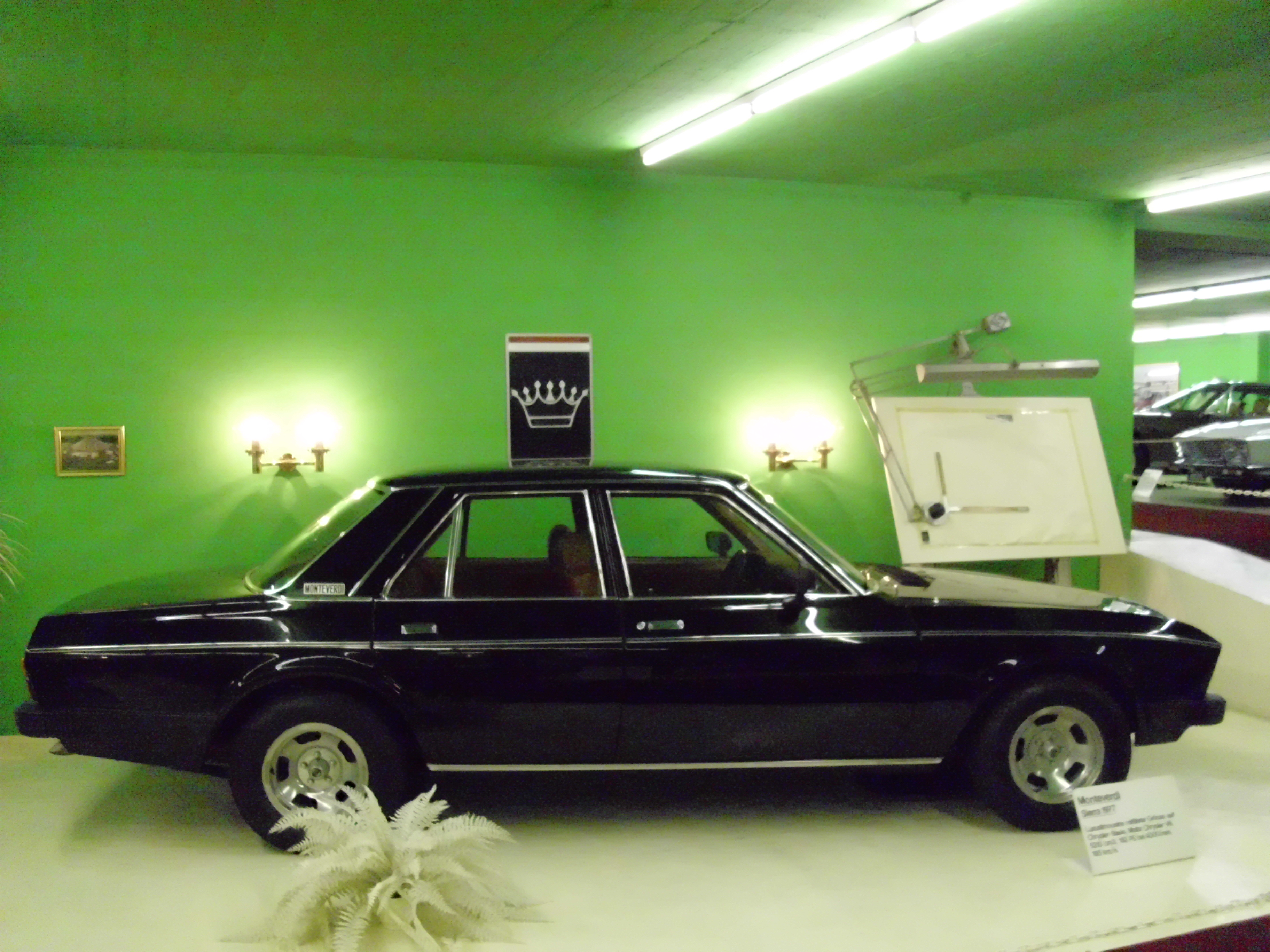
Monteverdi Sierra Limousine

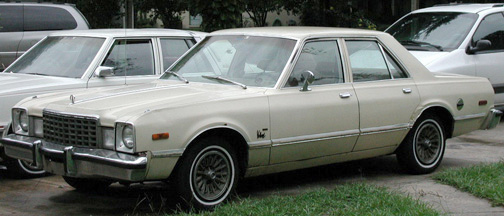
Basisfahrzeug des Sierra: Eine Limousine der Chrysler F-Plattform (hier: ein Plymouth Volaré)

Der Monteverdi Sierra war eine Luxuslimousine des Schweizer Automobilherstellers Monteverdi, die von 1977 bis 1982 produziert wurde. Das Fahrzeug löste die High Speed 375-Reihe ab, mit der Monteverdi seit 1967 im Markt für hochpreisige Luxusfahrzeuge vertreten gewesen war. Mit dem Sierra reagierte das Schweizer Unternehmen auf die erste Ölkrise Mitte der 1970er Jahre, in deren Folge das Interesse an schweren, verbrauchsintensiven Hochleistungssportwagen gesunken war: Der Sierra war kleiner, leichter und preiswerter als die bisherigen Monteverdi-Modelle. Er dokumentierte zugleich einen Wandel der Unternehmenspolitik, der von schnellen Sportwagen weg hin zu Fahrzeugen führte, die von Luxus und Komfort geprägt waren. Monteverdi setzte mit dem Sierra das Konzept des Boutique-Autos fort, das er bereits ein Jahr vorher mit dem Geländewagen Safari erfolgreich angewandt hatte. Die Presse nahm die Sierra-Limousine überwiegend mit Lob auf; auf dem Markt konnte sie sich aber nicht durchsetzen: Bis 1982 wurde sie nur in geringen Stückzahlen hergestellt.

## Konzept
Anders als die Coupés, Cabriolets und Limousinen der High Speed-Reihe hatte Monteverdi das Auto nicht selbst entwickelt; vielmehr verwendete das Schweizer Unternehmen Karosseriestruktur, Antrieb und Fahrwerk eines Grossserienfahrzeugs, das durch individuelle Anbauteile verfremdet wurde und eine aufgewertete Innenausstattung erhielt. Dafür hat sich der Begriff „Boutique-Auto“ eingebürgert. Durch den Rückgriff auf Grossserientechnik konnte sich Monteverdi die Entwicklungskosten, die mit der Konzeptionierung eines eigenen Autos verbunden waren, weitgehend sparen; durch die solide Grossserientechnik war die Alltagstauglichkeit (mehr oder weniger) zuverlässig sichergestellt.
Als Basis für den Sierra wählte Peter Monteverdi die F-Plattform des amerikanischen Automobilherstellers Chrysler. Diese Konstruktion war mit den Modellen Dodge Aspen und Plymouth Volaré 1976 eingeführt worden. Chrysler trat mit diesen Modellen auf dem amerikanischen Markt gegen hochwertige Importfahrzeuge wie den Mercedes-Benz "Strich Acht" an. Sie entsprachen in ihren Massen ansatzweise diesen Vorbildern, sodass sie auch mit den Bedingungen des europäischen Marktes zu vereinbaren waren.
Monteverdi übernahm von Chrysler die Bodengruppe, die Antriebstechnik, die komplette Fahrgastzelle, die Verglasung sowie weite Teile der Karosseriebleche (insbesondere Dach und Türen). Die 1980 erschienene Monteverdi-Markenchronik bestätigt die Beziehung zu amerikanischen Chrysler-Modellen ausdrücklich, während zeitgenössische Presseberichte aus Deutschland und der Schweiz das nicht erwähnen und den Sierra als Eigenkonstruktion Peter Monteverdis darstellen.
Die äusserlichen Unterschiede zwischen dem Sierra und dem Dodge Aspen ergaben sich in erster Linie aus einer eigenständigen Front- und Heckpartie, für die die Carrozzeria Fissore nach den Entwürfen Peter Monteverdis eine europäisch anmutende Gestaltung entwickelt hatte. Anders als die Chrysler-Fahrzeuge gleichen Ursprungs hatte der Sierra leicht geschwungene vordere Kotflügel, die die Linienführung der High Speed 375-Modelle imitierten, und ein dezentes, verchromtes Kühlergitter mit Doppelscheinwerfern, die vom Fiat 124 Spezial, und Blinkereinheit vom Fiat 125 übernommen worden waren. Mit dieser Frontpartie stellte Monteverdi eine Familienähnlichkeit zu dem ähnlich gestalteten Safari her. Das Heck mit Rückleuchten des Renault 12 (Phase 2) war kantig gestaltet und erinnerte an den 375/4. Die schmale, weitgehend aus Plastikkomponenten hergestellte Stossstangenkonstruktion liess den Sierra deutlich sportlicher erscheinen als den Dodge Aspen. Mit den knapper geschnittenen Stoßfängern war das Fahrzeugs 200 mm kürzer als die  Ausgangsmodelle. In seinem Erscheinungsbild ähnelte der Sierra der 1977 eingestellten Fiat-130-Limousine, war aber mehr als doppelt so teuer.
Monteverdi installierte die gleichen Sitze wie BMW, die ebenso wie die Seitenverkleidungen mit Leder bezogen waren.

## Technik
Die Technik wurde leicht verändert von den F-Plattform-Typen übernommen. Die Konstruktion der einzeln an Doppelquerlenkern aufgehängten Vorderräder wurde verändert: statt der quer eingebauten Drehstabfedern gab es progressiv wirkende Schraubenfedern. Vorn gab es auch einen Stabilisator. Hingegen wurde die an Blattfedern geführte hintere Starrachse übernommen, eine für die Preisklasse des Sierra antiquierte und unkomfortable Lösung. Zwar unternahm Monteverdi 1976 und 1977 einzelne Versuche, eine selbst konstruierte De-Dion-Hinterachse zu installieren; diese Ansätze wurden aber früh eingestellt. Ob überhaupt einzelne Fahrzeuge mit der De-Dion-Hinterachse verkauft wurden, ist unklar. Peter Monteverdi behauptete, durchschnittliche Kunden würden den Unterschied zwischen einer Starrachse und einer unabhängigen Aufhängung kaum wahrnehmen. Andere Quellen gehen davon aus, dass für Monteverdi eine solche Neuentwicklung zu teuer gewesen sei.
Monteverdi bot nur die beiden stärksten Motoren des Dodge Aspen / Plymouth Volaré an. Zur Wahl standen ein 5,2 Liter grosser Achtzylindermotor mit Vierfach-Vergaser und einer Leistung von 118 kW (160 PS) und eine auf 5,9 Liter vergrösserte Version mit ca. 135 kW, die in einem Verkaufsprospekt als „heisse Version“ bezeichnet wurde. Beide Motoren wurden auch in exklusiven Fahrzeugen anderer Hersteller verwendet; beispielsweise fanden sie sich im Bristol 603.

## Versionen

### Limousine
Standardmodell war die viertürige Sierra Limousine, die von 1977 bis 1982 angeboten wurde. Bei seiner Präsentation belief sich der Basispreis des Sierra 5,2 auf 69.000 Schweizer Franken; die mit dem 5,9-Liter-Motor ausgestattete Version war 5.000 Schweizer Franken teurer. Zur Serienausstattung gehörte eine Lederpolsterung, Servolenkung sowie elektrische Fensterheber (abweichend davon existieren aber mindestens zwei Fahrzeuge mit Kurbelfenstern vorn und hinten); Klimaanlage und Zentralverriegelung waren dagegen aufpreispflichtig.

### Cabriolet
Auf dem Genfer Automobilsalon 1978 stellte Monteverdi eine Cabriolet-Version des Sierra vor, die auf der verkürzten Bodengruppe des Dodge Aspen Coupé beruhte. Der Verkaufspreis wurde mit 89.000 Schweizer Franken angegeben. Obwohl es damals neben dem viel teureren Rolls-Royce Corniche keine viersitzigen Luxus-Cabrios und somit keine direkte Konkurrenz gab, blieb der erwartete Erfolg aus, und es wurden lediglich fünf Exemplare fertiggestellt. Mindestens zwei Fahrzeuge existieren noch. Das silberfarbene Cabriolet steht heute im Monteverdi-Museum in Binningen; ein rotes Auto wurde 2006 verkauft.

### Station Wagon
Eine weitere Ableitung ist der Sierra Station Wagon aus dem Jahre 1979, ein fünftüriger Kombi auf der Basis des Dodge Aspen Station Wagon. Das Fahrzeug erhielt an der Front die üblichen Änderungen; am Heckpartie wurden die bekannten Stoßfänger und die Rückleuchten des Peugeot 504 Break installiert, die eine Familienähnlichkeit zum Safari herstellten. Das Fahrzeug griff das Konzept des Luxuskombi auf, das Mercedes-Benz etwa gleichzeitig mit dem T-Modell des Mercedes-Benz W 123 realisierte. Für den Sierra Station Wagon sah Peter Monteverdi indes (noch) keinen Markt, so dass es bei dem Einzelstück blieb, das bis in die frühen 1980er Jahre im Tessin zugelassen war und regelmäßig im Straßenverkehr bewegt wurde. Das Auto steht heute in Monteverdis Automuseum.

## Produktion
Die Sierra-Modelle wurden, wie bei Monteverdi üblich, nicht im Hause produziert, sondern von externen Karosseriebetrieben im Auftrag in Handarbeit hergestellt. Etwa 20 Exemplare fertigte das Basler Karosseriebauunternehmen Wenger Carrosserie/Fahrzeugbau. Ausserdem dürften einige weitere Fahrzeuge bei Fissore aufgebaut worden sein.
Wie viele Sierra-Limousinen zwischen 1977 und 1982 gebaut wurden, ist unbekannt. Die Markenchronik von Gloor und Wagner behauptet, dass dem Sierra „voller kommerzieller Erfolg beschieden“ war und der Umsatz nach Vorstellung des Sierra „gewaltig anstieg“. Genaue Zahlen nennt das Werk allerdings nicht. Die Schätzungen zum Produktionsumfang gehen weit auseinander; sie liegen zwischen 20 und 50 Exemplaren. Der Monteverdi-Club gibt an, dass insgesamt 35 Sierra-Limousinen sowie fünf Cabriolets und ein Kombi entstanden. In mehreren Veröffentlichungen wird darauf hingewiesen, dass vor allem die mangelhafte Verarbeitungsqualität des Sierra einen größeren Erfolg des Fahrzeugs verhindert habe.
30 Jahre nach Produktionsende ist die Existenz von etwa einem halben Dutzend Sierra-Limousinen belegt. In einem Verkaufsprospekt von 1977 werden drei dunkle Sierras nebeneinander vor dem Basler Hotel Euler abgebildet. Eines dieser Autos – ein dunkelblaues Auto mit cremefarbenem Interieur – diente Peter Monteverdi eine Zeitlang als persönliches Fahrzeug, das unter anderem an Monteverdis Feriensitz in Florida stand. Das Auto war einige Jahre im Besitz eines amerikanischen Sammlers, der es 2006 in den Orient verkaufte. Ein weiteres Fahrzeug mit grüner Lackierung und bordeaux-farbenem Interieur befand sich in den ersten Jahren des 21. Jahrhunderts ohne Zulassung in Wien. Ein silbernes Auto stand 2006 im süddeutschen Raum zum Verkauf. Der Sierra mit der Fahrgestell-Nummer 9159 in blau-metallic mit cremefarbigem Leder (eine von wenigen Sierra-Limousinen mit Kurbelfenstern) war 2009 im Kreis Wolfenbüttel (Niedersachsen/Deutschland) zugelassen.
Die Produktion des Sierra endete 1982, als Chrysler den Dodge Aspen wie auch den Plymouth Volare einstellte. Im Anschluss daran verkaufte Monteverdi die Rechte am Namen „Sierra“ an den Ford-Konzern, der dem Nachfolger des Ford Taunus diese Bezeichnung gab. Nach jüngeren Presseberichten soll Monteverdi dafür eine Vergütung in Höhe von fünf Schweizer Franken für jeden hergestellten Ford Sierra erhalten haben.

## Heutige Marktlage
Monteverdi Sierras werden auf dem Gebrauchtwagenmarkt kaum angeboten; die Verfügbarkeit wird in der Fachliteratur als „gegen Null“ gehend beschrieben. Der Preis für einen Sierra in exzellentem Zustand wurde 2010 mit etwa 33.000 Euro angegeben, der für ein Exemplar in mittelmäßigem Erhaltungszustand mit 13.000 Euro.

## Bilder

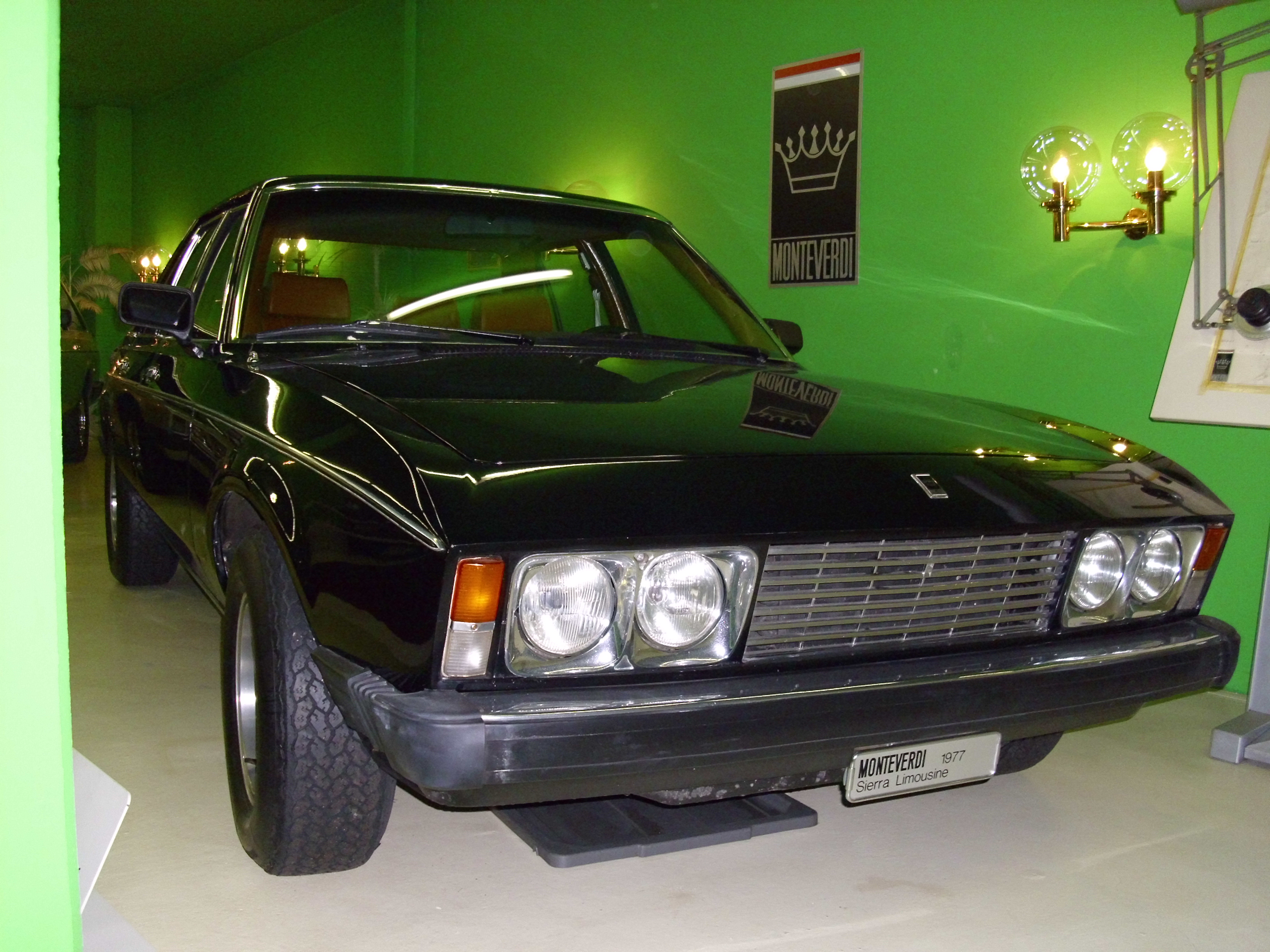
Frontpartie: Doppelscheinwerfer und Blinkereinheiten von Fiat
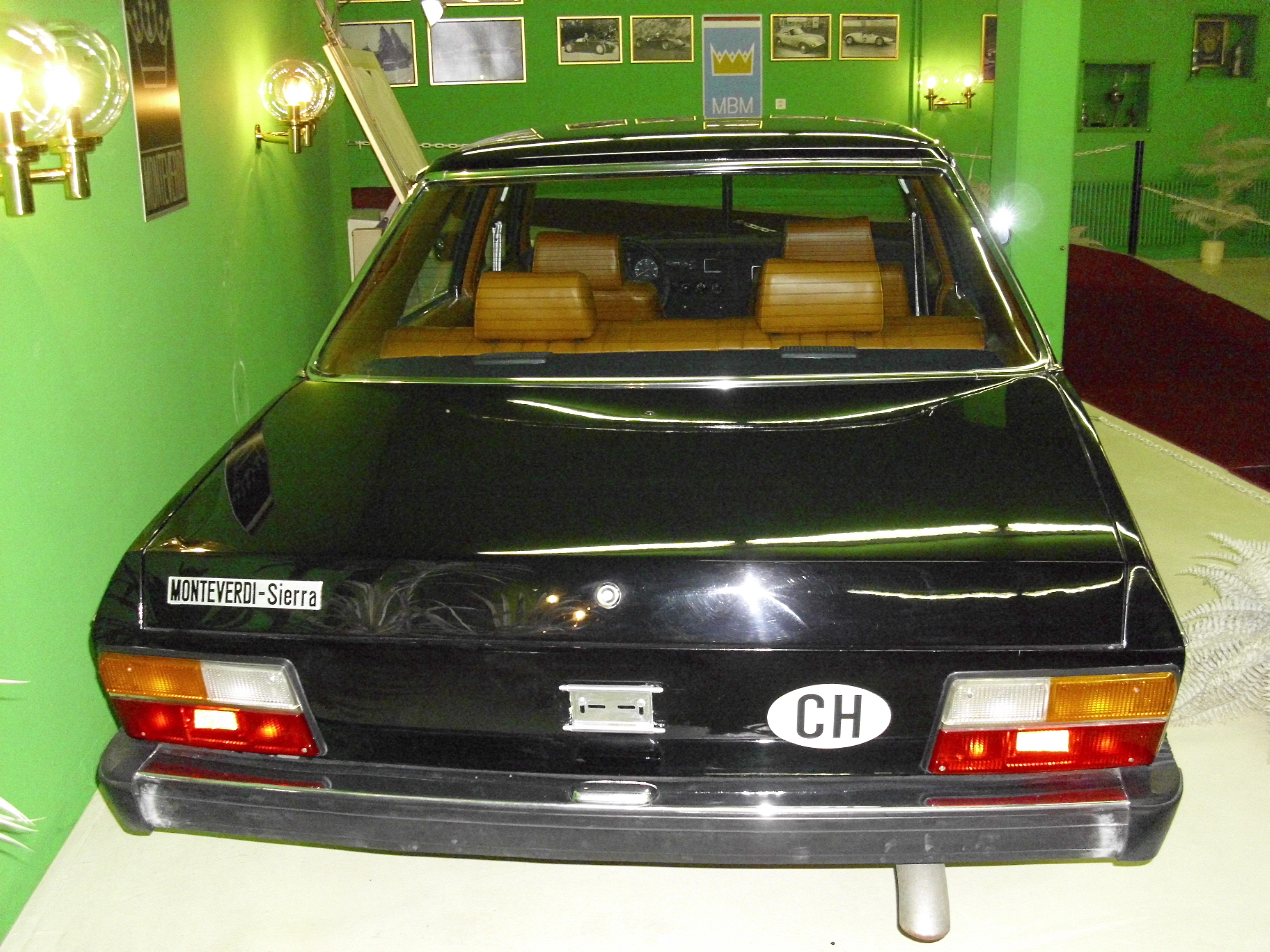
Rückleuchten vom Renault R12: Die Heckpartie des Monteverdi Sierra
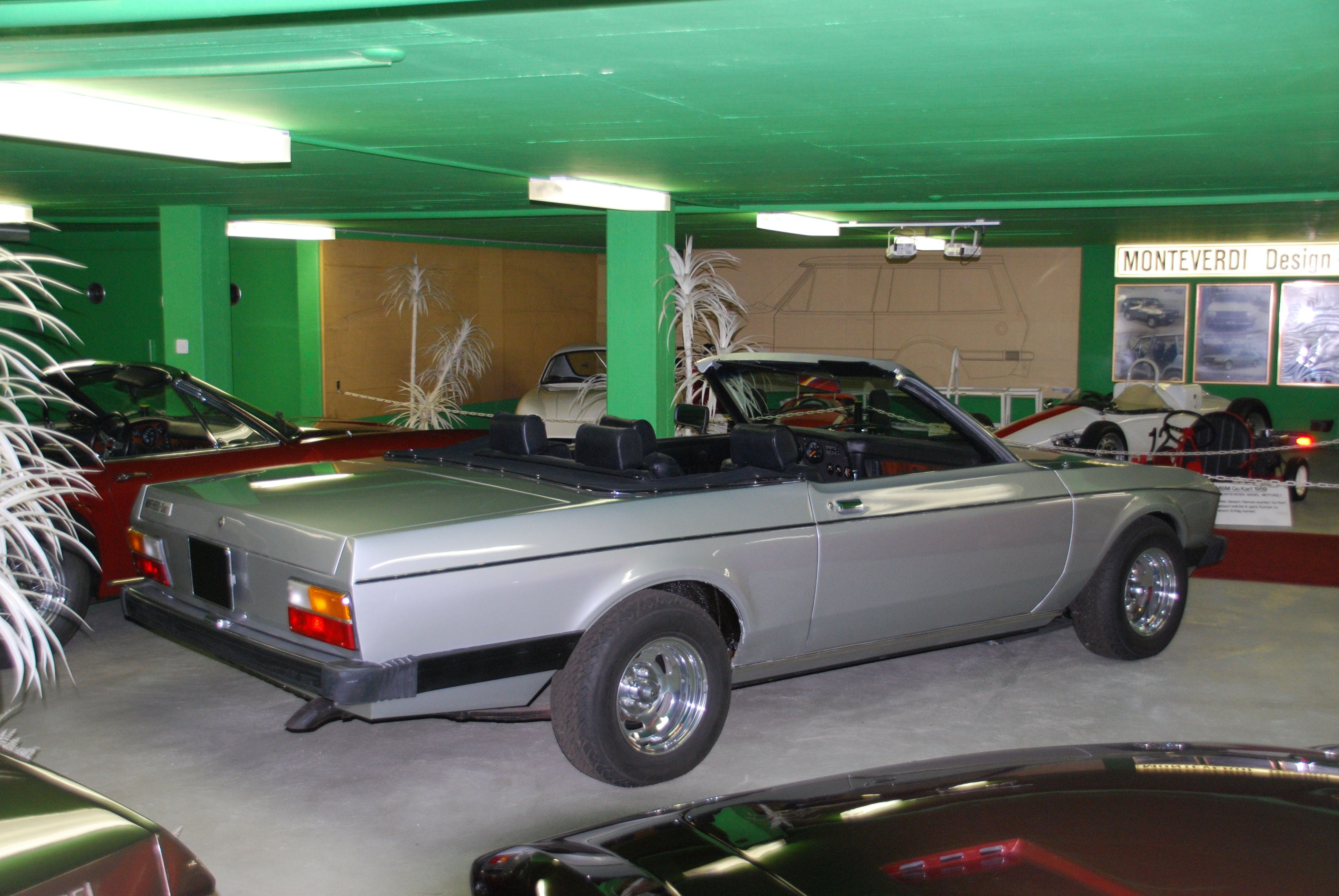
In zwei Exemplaren hergestellt: Der Sierra Convertible
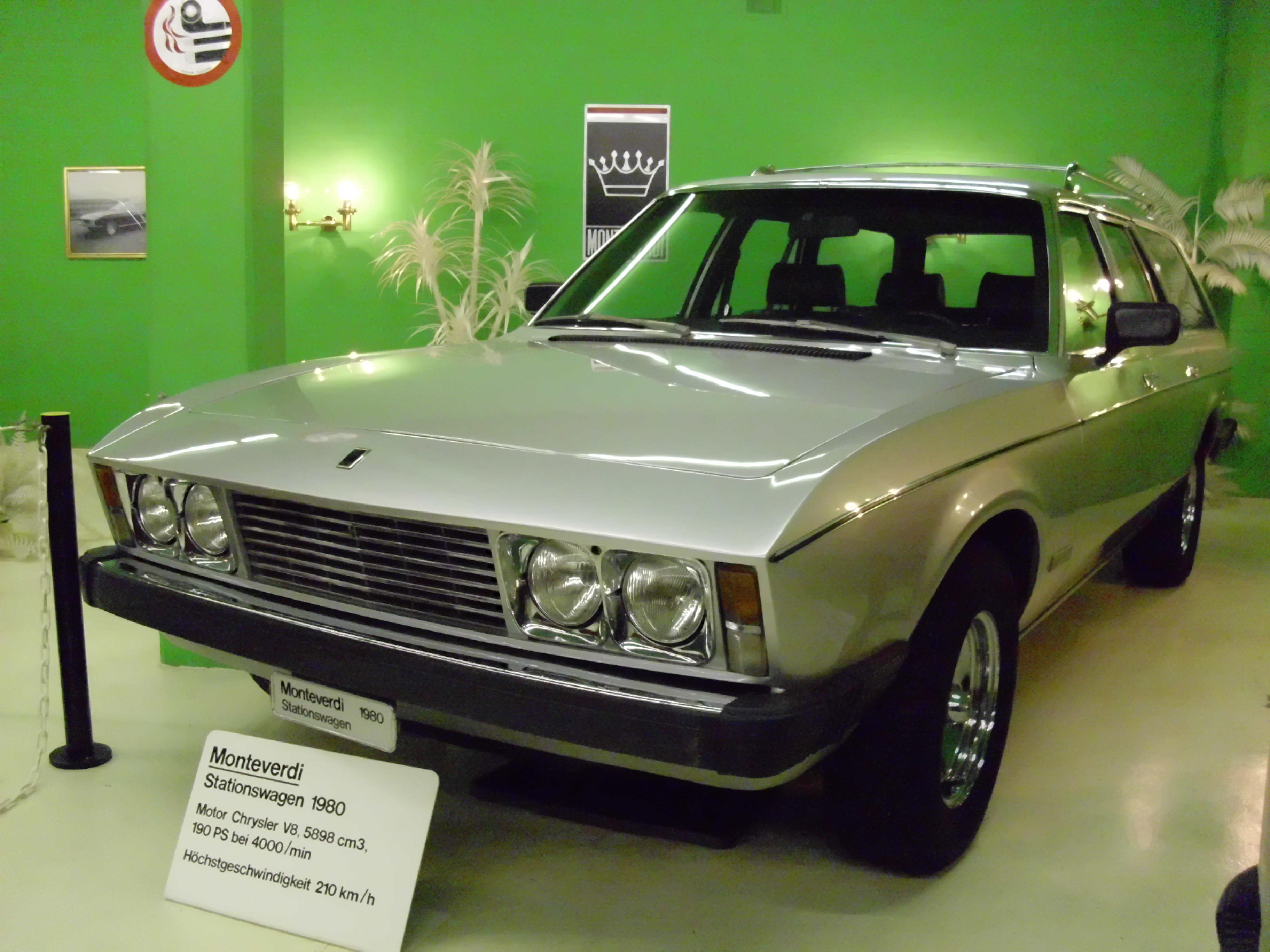
Blieb ein Einzelstück: Der Sierra Station Wagon
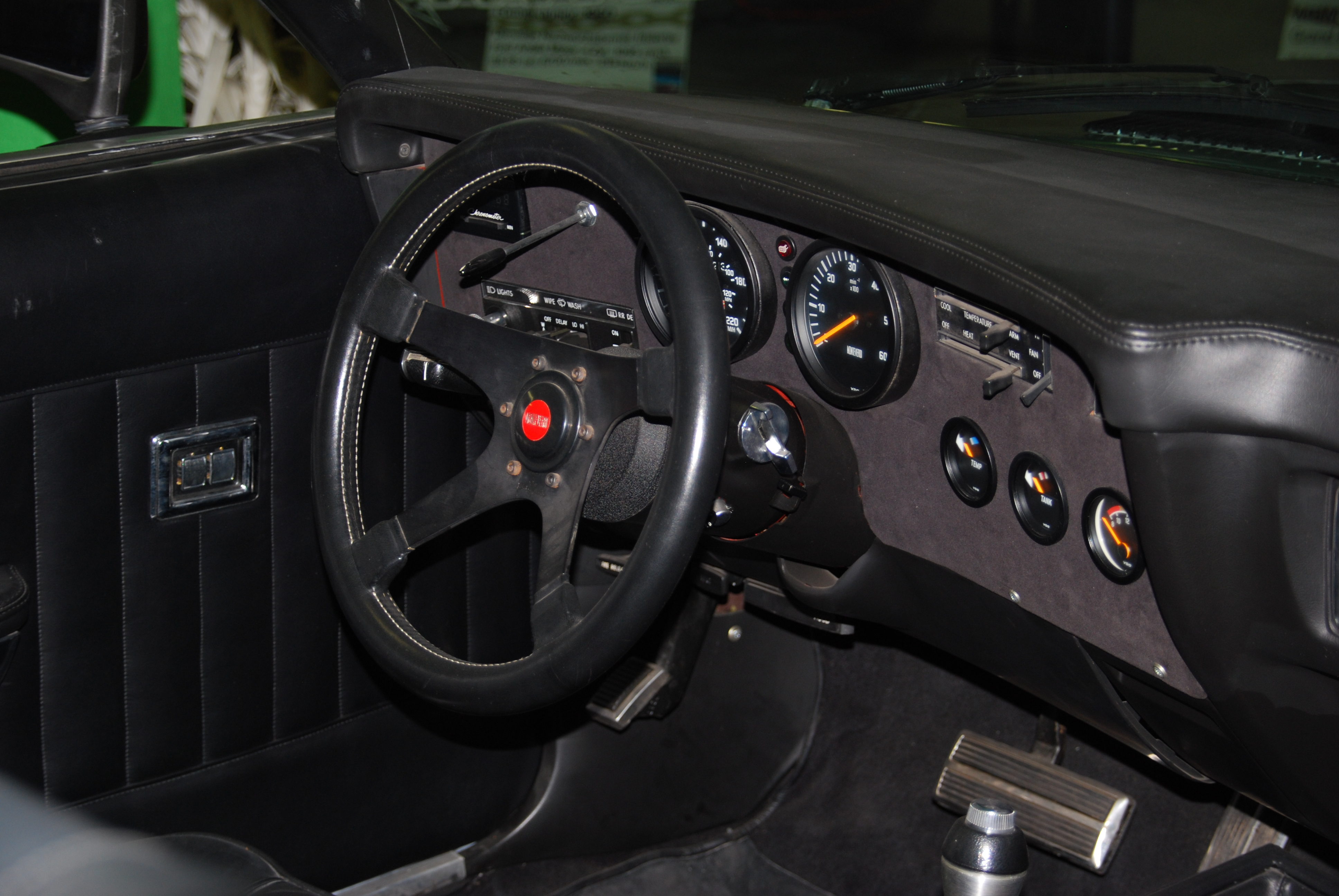
Das Armaturenbrett des Sierra entsprach in seinem Layout dem des Dodge Aspen, war aber mit Alcantara überzogen

## Technische Daten
Die nachstehend wiedergegebenen technischen Daten sind Werksangaben. Sie sind einem Verkaufsprospekt von 1977 entnommen.
| Technische Daten Monteverdi Sierra                      | Technische Daten Monteverdi Sierra                                  | Technische Daten Monteverdi Sierra                                  | Technische Daten Monteverdi Sierra                                  |
| Monteverdi                                              | Sierra Limousine 5,2                                                | Sierra Limousine 5,9                                                | Sierra Cabriolet                                                    |
| ------------------------------------------------------- | ------------------------------------------------------------------- | ------------------------------------------------------------------- | ------------------------------------------------------------------- |
| Motor:                                                  | Achtzylinder-V-Motor (Viertakt), Gabelwinkel 90°                    | Achtzylinder-V-Motor (Viertakt), Gabelwinkel 90°                    | Achtzylinder-V-Motor (Viertakt), Gabelwinkel 90°                    |
| Hubraum:                                                | 5210 cm³                                                            | 5898 cm³                                                            | 5898 cm³                                                            |
| Bohrung × Hub:                                          | 99,3 × 84,1                                                         | 101,6 × 90,9                                                        | 101,6 × 90,9                                                        |
| Leistung bei 1/min:                                     | 124 kW (168 PS) bei 4000                                            | 132 kW (180 PS) bei 4000                                            | 132 kW (180 PS) bei 4000                                            |
| Max. Drehmoment bei 1/min:                              | 339 Nm bei 1600                                                     | 398 Nm bei 1600                                                     | 398 Nm bei 1600                                                     |
| Verdichtung:                                            | 8,5 : 1                                                             | 8,5 : 1                                                             | 8,5 : 1                                                             |
| Gemischaufbereitung:                                    | 1 × 2 Doppelvergaser                                                | 1 × 2 Doppelvergaser                                                | 1 × 2 Doppelvergaser                                                |
| Ventilsteuerung:                                        | zentrale Nockenwelle, hängende Ventile                              | zentrale Nockenwelle, hängende Ventile                              | zentrale Nockenwelle, hängende Ventile                              |
| Kühlung:                                                | Wasserkühlung                                                       | Wasserkühlung                                                       | Wasserkühlung                                                       |
| Getriebe:                                               | Chrysler Torqueflite-Automatik, drei Vorwärtsgänge Hinterradantrieb | Chrysler Torqueflite-Automatik, drei Vorwärtsgänge Hinterradantrieb | Chrysler Torqueflite-Automatik, drei Vorwärtsgänge Hinterradantrieb |
| Radaufhängung vorn:                                     | Doppelquerlenker, Schraubenfedern                                   | Doppelquerlenker, Schraubenfedern                                   | Doppelquerlenker, Schraubenfedern                                   |
| Radaufhängung hinten:                                   | Starrachse an Blattfedern                                           | Starrachse an Blattfedern                                           | Starrachse an Blattfedern                                           |
| Bremsen:                                                | Scheibenbremsen vorne Trommelbremsen hinten                         | Scheibenbremsen vorne Trommelbremsen hinten                         | Scheibenbremsen vorne Trommelbremsen hinten                         |
| Karosserie:                                             | Stahl                                                               | Stahl                                                               | Stahl                                                               |
| Spurweite vorn/hinten:                                  | 1510 / 1490                                                         | 1510 / 1490                                                         | 1510 / 1490                                                         |
| Radstand:                                               | 2850 mm                                                             | 2850 mm                                                             | 2740 mm                                                             |
| Abmessungen:                                            | 4880 × 1820 × 1400                                                  | 4880 × 1820 × 1400                                                  | 4680 × 1820 × 1280                                                  |
| Leergewicht:                                            | 1600                                                                | 1650                                                                | 1400                                                                |
| Höchstgeschwindigkeit:                                  | 180                                                                 | 200                                                                 | 200                                                                 |
| 0–100 km/h:                                             | 10 s                                                                | 10 s                                                                | 10 s                                                                |
| Verbrauch (Liter/100 Kilometer, ECE-Norm, Stadtzyklus): | 17,0                                                                | 17,0                                                                | 17,0                                                                |